# Grand Prix de Ouest-France 1985
Il Grand Prix de Ouest-France 1985, cinquantesima edizione della corsa, si svolse il 27 agosto 1985 su un percorso di 225 km, con partenza e arrivo a Plouay. Fu vinto dal francese Éric Guyot della Skil-SEM-KAS-Miko davanti al belga Rudy Matthijs e al francese Marc Madiot.

## Ordine d'arrivo (Top 10)
| Pos. | Corridore               | Squadra                    | Tempo    |
| ---- | ----------------------- | -------------------------- | -------- |
| 1    | Éric Guyot              | Skil-SEM-KAS-Miko          | 5h43'48" |
| 2    | Rudy Matthijs           | Hitachi-Splendor-Sunair    | a 7"     |
| 3    | Marc Madiot             | Renault-Elf                | a 12"    |
| 4    | Philippe Leleu          | La Vie Claire Wonder-Radar | s.t.     |
| 5    | Thierry Marie           | Renault-Elf                | s.t.     |
| 6    | Gilbert Duclos-Lassalle | Peugeot-Shell-Michelin     | s.t.     |
| 7    | Christophe Lavainne     | Renault-Elf                | s.t.     |
| 8    | Jörg Müller             | Skil-SEM-KAS-Miko          | s.t.     |
| 9    | Dominique Garde         | Skil-SEM-KAS-Miko          | s.t.     |
| 10   | Guy Gallopin            | Skil-SEM-KAS-Miko          | s.t.     |